# Ложный сатанинский гриб
Ло́жный сатани́нский гриб (лат. Rubroboletus legaliae = лат. Boletus splendidus) — гриб рода Руброболет (Rubroboletus) семейства болетовых (Boletaceae). Токсические свойства этого гриба не изучены, но есть данные, что его можно употреблять как условно съедобный.

## Описание
Шляпка в диаметре 5—10 см, сначала подушковидная, выпуклая, часто с острыми, выступающими краями. Кожица молочно-кофейного цвета, с возрастом становится коричневой с розовым оттенком, сухая, слегка войлочная, у старых грибов голая.
Мякоть нежная, светло-жёлтая, в основании ножки красноватая, синеющая, с кислым запахом.
Ножка высотой 4—8 см, диаметром 2—6 см, цилиндрическая, у основания сужается. Поверхность желтоватая, в нижней части карминная или пурпурно-красная, покрыта очень тонкой сетью того же цвета, что и низ ножки.
Трубчатый слой серовато-жёлтый, поры в молодом возрасте жёлтые и очень мелкие, позже становятся красными и более крупными.
Споровый порошок оливковый.

## Экологияи распространение
Гриб растёт в дубовых и буковых лесах в тёплых, освещённых местах, на известковых почвах. Встречается редко, распространение малоизучено.
Сезон лето — осень.

## Сходные виды
Те же, что у боровика ле Галь (Boletus legaliae).